# Silvia Morgan
María de los Ángeles Coma Borrás, conocida profesionalmente como Silvia Morgan o Sylvia Morgan (Barcelona, 2 de octubre de 1920-Tucson, 2 de noviembre de 2009), fue una actriz española que participó en treinta películas entre 1944 y 1962.

## Biografía
Desde su adolescencia actúa en varios grupos teatrales de aficionados en su Barcelona natal. Descubierta por casualidad por el director de cine Carlos Arévalo, hizo su debut en la película de éste Arribada forzosa, desarrollando una actividad cinematográfica durante las dos décadas siguientes.
Su excelente fotogenia y un físico exótico poco corriente en el cine español de entonces le auguraban una prometedora carrera. Sin embargo, nunca llegó a encontrar el papel adecuado y se vio relegada a papeles de escasa repercusión, aunque destacó en personajes de vampiresa.
Tras abandonar la interpretación se introdujo en la producción y fundó la marca Hispamer Films con su esposo Sergio Newman. Al frente de ésta participó en la producción de numerosas películas hasta comienzos de los 70.
Fue galardonada con la Medalla del Círculo de Escritores Cinematográficos de 1954 en el apartado de mejor actriz de papel principal por su trabajo en  ¿Crimen imposible?  y con el Premio del Sindicato Nacional del Espectáculo de 1961 en el apartado de interpretación principal femenina.

## Filmografía completa
- Arribada forzosa (1944)
- Una mujer en un taxi (1944)
- Un ladrón de guante blanco (1946)
- Costa Brava (1946)
- Cuando los ángeles duermen (1947)
- El verdugo (1947)
- Las tinieblas quedaron atrás (1947)
- A punta de látigo (1949)
- Un soltero difícil (1950)
- Verónica (1950)
- Bajo el cielo de Asturias (1951)
- Bella, la salvaje (1952)
- Mercado prohibido (1952)
- Persecución en Madrid (1952)
- Perseguidos (1952)
- ¡Che, qué loco! (1953)
- Pasaporte para un ángel (1953)
- ¿Crimen imposible? (1954)
- El torero (1954)
- Mañana, cuando amanezca (1954)
- Juicio final (1955)
- La mestiza (1955)
- Duelo de pasiones (1956)
- Hospital General (1956)
- Miedo (1956)
- Un americano en Toledo (1957)
- Los dos rivales (1958)
- Azafatas con permiso (1959)
- Misión en Marruecos (1959)
- Cerca de las estrellas (1962)

## Premios
Medallas del Círculo de Escritores Cinematográficos
| Año  | Categoría              | Película           | Resultado |
| ---- | ---------------------- | ------------------ | --------- |
| 1954 | Mejor actriz principal | ¿Crimen imposible? | Ganadora  |